# Josef Vydra
Josef Vydra (18. března 1836 Praha – 19. srpna 1911 Praha) byl pražský taneční mistr, hudební skladatel a amatérský vzduchoplavec. Nejpozději od 70. let 19. století pořádal taneční kurzy a komponoval pro ně vlastní skladby. Roku 1877 podnikl několik krátkých letů balónem, čímž se stal prvním českým pilotem.

## Život
Narodil se 18. března 1836 na Starém Městě pražském jako syn malíře pokojů. Rovněž se tomuto řemeslu vyučil a věnoval se mu nejméně do začátku 70. let 19. století. Roku 1871 byl jako malíř přijat za člena Umělecké besedy. V dalších letech byl ale už uváděn jako taneční mistr.

### Lety balónem
V letech 1874 a 1875 několikrát navštívili Prahu francouzští akrobaté Henri Beudet a B. Sivel. Pokaždé se vznesli balónem z Rajské zahrady a během letu předváděli početnému nadšenému obecenstvu cvičení na hrazdě. Jejich vystoupení měla velký ohlas a mnoho lidí se je pokoušelo napodobovat vypouštěním podomácku vyráběných balón(k)ů.
Beudetovy lety inspirovaly i tanečního mistra Vydru. 14. července 1877 oznámil denní tisk, že od neděle za týden (tj. 22. července) uskuteční Vydra odvážný let ještě větším balónem z nuselské zámecké zahrady, ale termín bylo nakonec nutné posunout. 8. srpna na zkoušku vzlétl z nuselské zahrady a asi po deseti minutách bez problému přistál u letohrádku pana Bělského.
První let pro publikum proběhl 11. srpna. Na dvoře nuselského pivovaru byla postavena kamna, v nichž se topilo slámou a horký kouř byl vháněn do balónu, nataženého nad nimi. Asi za deset minut byl balón naplněn a za přítomnosti tří set diváků v zahradě a dalších na okolních návrších se po menších komplikacích vznesl a s Vydrou mířil směrem k Vyšehradu. Asi po pěti minutách začal prudce klesat a dopadl na záhon celeru v zahradě blázince na Slupi. Vydra se nezranil, ale balón se při pádu protrhl.
O další let se pokusil hned následujícího dne, 12. srpna. Díry z předchozího pádu se mu ale nepodařilo dobře utěsnit a balón nevzlétl. Platící diváky ale zčásti uspokojil tím, že alespoň vypustil do vzduchu malý papírový balónek.
Třetí a poslední pokus vykonal v neděli 26. srpna na Střeleckém ostrově. Stíhaly ho ale nehody. Hned na počátku praskla tyč, ke které byl balón připoután. Náhradou ho připevnili ke stromu, ten ale větvemi během vzletu protrhl látku. Balón příliš nevystoupal a po chvíli přistál na střeše domu ve Vladislavově ulici č. 12, kde shodil několik tašek a poškodil okap. Potlučený, s roztrhaným oblečením, se Vydra spustil dolů po provaze, nechal potrhaný balón svému osudu a odjel domů drožkou. Tím jeho letecká dobrodružství skončila.
Podle dobových znalců byl jeho balón zhotoven z příliš řídké látky, v níž se rozředěný teplý vzduch nemohl udržet, a také jeho přípravy byly zcela nedostatečné. Nemohl tedy už od počátku počítat s tím, že by se snad mohl vyrovnat slavnému Beudetovi. Přesto je považován za prvního českého pilota.

### Pozdější aktivity

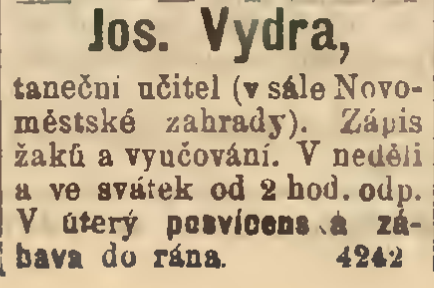
Vydrův inzerát z r. 1886

V následujících letech se nadále věnoval výuce tance. Reklamy na jeho kurzy se objevovaly v tisku zejména v 80. a 90. letech 19. století, a to v češtině i v němčině. Kolem roku 1910 přestal vyučovat.
Byl oblíbený, zejména mezi dalšími tanečními mistry, kterým nezištně komponoval skladby. Účastnil se také sokolského hnutí.
Zemřel 19. srpna 1911 chudý a opuštěný v pražském chudobinci sv. Bartoloměje. Pohřben byl na Olšanech za peníze poskytnuté několika spolky a tanečními mistry.

## Dílo
Složil několik tanečních skladeb, např. Národní čtverylka, Rokokové tance, Junácké tance, Sirůček a Dětské tance se zpěvy. Knižně vyšly:
- Vydrovo taneční album pro piano na 2 ruce[28]
- Nová Národní čtverylka[29]

## Rodina
21. října 1861 se v kostele Nejsvětější Trojice ve Spálené ulici oženil s Josefou Strankmüllerovou (1842–1904) ze Slaného. Manželka se od něj později odstěhovala a v matrice zemřelých byla uvedena jako obchodnice s prádlem.
Měli dvě děti, syna Huga (1862–1862) a dceru Emilii (1863–1864), ale ani jedno se nedožilo prvního roku.